# Ромеро Гамарра, Алехандро
Алехандро Ромеро Гамарра (исп. Alejandro Romero Gamarra; род. 11 января 1995, Сьюдадела, Буэнос-Айрес, Аргентина), более известный как Каку (исп. Kaku), — парагвайский футболист, полузащитник клуба «Аль-Айн» и сборной Парагвая.
Ромеро Гамарра родился в Аргентине в семье выходцев из Парагвая.

## Клубная карьера
Ромеро Гамарра — воспитанник клуба «Уракан». 6 августа 2013 года в матче против «Крусеро-дель-Норте» он дебютировал в Примере B. 12 октября в поединке против «Альдосиви» Алехандро забил свой первый гол за «Уракан». В 2014 году Ромеро Гамарра помог команде выиграть Кубок Аргентины и выйти в элиту.
15 февраля 2015 года в матче против «Унион Санта-Фе» Алехандро дебютировал в аргентинской Примере. 4 февраля в поединке Кубка Либертадорес против перуанского «Альянса Лима» забил гол.
16 февраля 2018 года Ромеро Гамарра перешёл в клуб MLS «Нью-Йорк Ред Буллз», подписав контракт в качестве молодого назначенного игрока. Сумма трансфера составила 6,25 млн долларов. Ещё $50 тыс. в общих распределительных средствах «Нью-Йорк Ред Буллз» выплатил «Атланте Юнайтед» за права на него в лиге. За американский клуб он дебютировал 1 марта в ответном матче 1/8 финала Лиги чемпионов КОНКАКАФ 2018 против гондурасской «Олимпии». В MLS он дебютировал 10 марта в матче против «Портленд Тимберс», отметившись голевой передачей на Бена Майнза. Свой первый гол за «Ред Буллз» Алехандро забил 13 марта в ответном матче четвертьфинала Лиги чемпионов против мексиканской «Тихуаны». 14 апреля в поединке против канадского «Монреаль Импакт» он забил свой первый гол в MLS. По итогам 2018 года, в котором забил 7 мячей и отдал 16 результативных передач, Каку был признан лучшим новоприбывшим игроком «Нью-Йорк Ред Буллз».
1 февраля 2021 года Каку Ромеро был представлен в качестве игрока клуба чемпионата Саудовской Аравии «Аль-Таавун». Контракт был заключён на три года. 17 февраля его бывший клуб «Нью-Йорк Ред Буллз» и MLS обратились в третейский суд против Ромеро Гамарры и Ассоциации игроков MLS в связи нарушением условий контракта. В апреле арбитр вынес решение против MLSPA и Ромеро Гамарры и установил, что «Нью-Йорк Ред Буллз» и MLS реализовали свою одностороннюю опцию продления контракта с Ромеро Гамаррой прежде 31 декабря 2020 года. 12 мая MLS и «Нью-Йорк Ред Буллз» подали в федеральный суд США ходатайство о приведении в исполнение арбитражного решения.

## Международная карьера
В 2015 году в составе молодёжной сборной Аргентины Ромеро Гамарра принял участие в молодёжном чемпионате мира в Новой Зеландии. На турнире он сыграл в матчах против команд Панамы, Австрии и Ганы.
В 2018 году Алехандро принял решение выступать за национальную команду Парагвая, которая является родиной его родителей. 12 июня товарищеском матче против сборной Японии Ромеро Гамарра дебютировал за сборную Парагвая.
Ромеро Гамарра был включён в предварительную заявку сборной Парагвая на Кубок Америки 2019 из 40 игроков, но в финальный список из 23 игроков не попал.
Ромеро Гамарра был включён в состав сборной на Кубок Америки 2021.

## Достижения
Командные
 «Уракан»
- Обладатель Кубка Аргентины: 2013/14
- Обладатель Суперкубка Аргентины: 2014

 «Нью-Йорк Ред Буллз»
- Победитель регулярного чемпионата MLS: 2018